# Coregonus holsata
Coregonus holsata es una especie de pez del género Coregonus y de la familia Salmonidae. Fue descrita por primera vez por August Friedrich Thienemann en 1916.
Esta especie se encuentra en Europa.